# Ribare (gmina Svrljig)
Ribare (cyr. Рибаре) – wieś w Serbii, w okręgu niszawskim, w gminie Svrljig. W 2011 roku liczyła 232 mieszkańców.